# Tweede Kamerverkiezingen 1982/Kandidatenlijst/D'66
De kandidatenlijst voor de Tweede Kamerverkiezingen 1982 van D'66 was als volgt:

## De lijst
- vet: verkozen
- schuin: voorkeurdrempel overschreden

1. Jan Terlouw[1] - 306.996 stemmen
2. Ineke Lambers-Hacquebard - 21.956
3. Laurens Jan Brinkhorst - 8.157
4. Maarten Engwirda - 1.713
5. Elida Wessel-Tuinstra - 2.302
6. Erwin Nypels[1][2] - 1.625
7. Louise Groenman[1] - 1.054
8. Gerrit Mik[1] - 1.062
9. Jacob Kohnstamm - 425
10. Dick Tommel[2] - 391
11. Chel Mertens - 275
12. Jan Veldhuizen - 260
13. Ernst Bakker - 261
14. Wil Wilbers - 153
15. Aad Nuis - 325
16. Pieter ter Veer - 250
17. Suzanne Dekker - 1.195
18. Corry Moolhuysen-Fase - 316
19. Herman Schaper - 150
20. Grace Cotterell - 284
21. Saskia van der Loo-de Steenwinkel - 415
22. Arend Meerburg - 62
23. Bob van den Bos - 47
24. Harry van Woerden - 84
25. Dirk van den Berg - 105
26. Han Veltkamp - 108
27. Paul Wessels - 354
28. Dick Teegelaar - 127
29. Henk Potman - 101
30. Johan Hollemans - 347

CDA · PvdA · VVD · D'66 · PSP · CPN · SGP · PPR · RPF · GPV · Rechtse Volkspartij · Centrumpartij · EVP · NVU · Kleine Partij · God Met Ons · PPBMWM · SP · DS'70 · RKPN
1967 · 1971 · 1972 · 1977 · 1981 · 1982 · 1986 · 1989 · 1994 · 1998 · 2002 · 2003 · 2006 · 2010 · 2012 · 2017 · 2021 · 2023